# 全國愛國主義教育示範基地列表
本条目列出了中华人民共和国境内的全国爱国主义教育示范基地。

## 国家体育总局
- 国家体育总局训练局荣誉馆